# Hulstina imitatrix
Hulstina imitatrix är en fjärilsart som beskrevs av Frederick H. Rindge 1970. Hulstina imitatrix ingår i släktet Hulstina och familjen mätare. Inga underarter finns listade i Catalogue of Life.